# Harms-Kommission
Die Harms-Kommission (englisch: Harms Commission of Inquiry) war ein 1990 gegründetes Untersuchungsgremium der südafrikanischen Regierung. Es stand unter der Leitung des Richters Louis Harms.  

## Zielsetzung und Struktur
Die Kommission wurde am 31. Januar 1990 von Justizminister Kobie Coetsee gegründet, nachdem im November 1989 Berichte über Mordanschläge der Polizeieinheit Vlakplaas bekannt geworden waren. Die Einrichtung erfolgte in einer Zeit großer Umwälzungen: Präsident Frederik Willem de Klerk hob wenige Tage später den Bann über mehrere oppositionelle Gruppen auf, darunter den African National Congress (ANC), und Nelson Mandela wurde freigelassen. Die Aufgabe der Kommission war die Untersuchung angeblicher Morde und weiterer ungesetzlicher Handlungen durch die südafrikanischen Sicherheitsbehörden, unter anderem die South African Police und die South African Defence Force (SADF). Die Kommission wollte jedoch nur Taten untersuchen, die im Inland verübt worden waren.

## Verlauf und Ergebnisse
Zu den Befragten gehörte Dirk Coetzee, ein früherer Geheimpolizist und Drahtzieher von Mordanschlägen der Einheit Vlakplaas, der aus Südafrika geflohen war und vor der Kommission in London aussagte.
Durch die Beschränkung auf inländische Geschehnisse konnten Gewalttaten, die von südafrikanischen Sicherheitsbehörden im Ausland verübt worden waren, vorerst nicht untersucht werden, darunter zahlreiche Mordanschläge auf oppositionelle Südafrikaner.
Das verdeckt operierende Civil Cooperation Bureau (CCB), eine Abteilung der SADF, die für zahlreiche Mordanschläge verantwortlich war, wurde zwar enttarnt und im August 1990 aufgelöst, eine Strafverfolgung fand jedoch nicht statt.
Zahlreiche Zeugen erschienen mit Perücken oder anderen Maskierungen und trugen keine Personalpapiere. Der ranghohe Polizist Hermanus de Plessis, der als Kommissionsmitglied an den Untersuchungen beteiligt war, erwies sich später als Drahtzieher eines 1981 erfolgten Mordanschlags auf ein ANC-Mitglied. Dirk Coetzees Aussagen wurde kein Glauben geschenkt, da ranghöhere Polizisten widersprachen. Insgesamt wurde die Arbeit der Kommission als gescheitert angesehen, da vor allem die oberen Ränge der Sicherheitsbehörden die Arbeit der Kommission hintertrieben, so dass zahlreiche Fälle vorerst ungeklärt blieben und die Sicherheitsbehörden bis auf das CCB laut Abschlussbericht vom November 1990 als unbescholten galten. Die Gewalt, auch durch die Sicherheitsbehörden geschürt, nahm 1990 jedoch nicht ab. In der Folge wurde im Juli 1991 die Goldstone-Kommission eingesetzt, die erweiterte Rechte hatte und bis Oktober 1994 amtierte.